# Rubus inclinis
Rubus inclinis är en rosväxtart som beskrevs av Liberty Hyde Bailey. Rubus inclinis ingår i släktet rubusar, och familjen rosväxter. Inga underarter finns listade i Catalogue of Life.